# Dumbletonius
Dumbletonius — род чешуекрылых насекомых (молей) из семейства Hepialidae. Назван в честь новозеландского энтомолога Лайонела Джека Дамблтона.
Описано два вида, оба являются эндемиками Новой Зеландии.

## Описание
Размах крыльев 51—95 мм (51 мм — самцы Dumbletonius unimaculata, 95 мм — самки Dumbletonius characterifer. Разница в размахе крыльев между самцами и самками характерна для обоих входящих в род видов).

## Биология
Взрослые насекомые летают с ноября-декабря до апреля. Личинки питаются в опавших листьях.

## Виды
Род содержит два вида:
- Dumbletonius characterifer
- Dumbletonius unimaculata